# Joanne
Joanne este cel de-al cincilea album de studio al cântăreței americane Lady Gaga, lansat la 21 octombrie 2016 sub egida caselor de discuri Streamline și Interscope Records. Producția materialului a fost realizată de Gaga, Mark Ronson și BloodPop, alături de o gamă largă de colaboratori precum Kevin Parker, Emile Haynie, Jeff Bhasker și Josh Homme. Din punct de vedere muzical, Joanne include nuanțe „simple” ale genurilor country, soft rock și dance-pop, punând în evidență abilitățile vocale ale solistei. Versurile cântecelor abordează subiecte precum familia și emoțiile vieții; moartea mătușii lui Gaga, Joanne Stefani Germanotta, a avut o influență majoră asupra înregistrării.
Coperta albumului a marcat o schimbare în aspectul vizual al lui Gaga, care a încorporat o înfățișare inspirată de stilul country. Constând în principal într-o pălărie roz cu boruri largi și culori pastelate, fotografia invocă perioada anilor '70. Experiența cântăreței de a juca în serialul de televiziune American Horror Story a influențat procesul creativ al albumului, marcând o trecere la o prezentare simplă și autentică. Trei cântece au contribuit la promovarea albumului, fiind lansate drept discuri single. „Perfect Illusion”, primul extras pe single, a debutat pe locul întâi în Franța, în timp ce „Million Reasons” a ajuns pe locul patru în Statele Unite. O versiune de pian a piesei „Joanne” a fost trimisă către posturile de radio din câteva țări drept cel de-al treilea disc single. Gaga a promovat albumul prin intermediul turneului mondial de concerte Joanne World Tour, care a început în august 2017 și s-a încheiat în februarie 2018.
În urma lansării sale, Joanne a primit, în general, recenzii pozitive din partea criticilor de specialitate, și a devenit cel de-al patrulea material al lui Gaga care să ocupe locul întâi în clasamentul Billboard 200 din Statele Unite. Albumul s-a clasat, de asemenea, pe prima poziție a topurilor din Argentina, Brazilia și Mexic, ierarhiile internaționale din Japonia și Coreea, și a ajuns în top zece în peste 25 de țări. De asemenea, a fost premiat cu discuri de aur și de platină în șase țări. Joanne a primit o nominalizare la categoria premiul Grammy pentru cel mai bun album vocal pop la cea de-a 60-a ediție a premiilor Grammy, în timp ce cântecele „Million Reasons” și „Joanne” au primit nominalizări la premiul Grammy pentru cea mai bună interpretare pop solo, ultima melodie câștigând în anul 2019. Numeroase articole realizate de critici au observat impactul materialului în eforturile muzicale ale unor artiști precum Kylie Minogue, Miley Cyrus, Kesha, și Justin Timberlake, care au adoptat stilul simplist abordat pe Joanne și au pus accent pe voce.

## Informații generale
Cel de-al treilea album de studio al lui Lady Gaga, Artpop, a fost lansat în luna noiembrie a anului 2013, și a primit recenzii mixte din partea criticilor. A debutat pe prima poziție a clasamentului Billboard 200, și s-a vândut în peste 2.5 milioane de exemplare până în iulie 2014. În această perioadă, cântăreața s-a separat de impresarul său, Troy Carter, și s-a alăturat Artist Nation—o divizie de impresariat a companiei Live Nation Entertainment—alături de noul ei impresar, Bobby Campbell. Gaga a mărturisit în timpul unui interviu pentru revista New Musical Express că s-a simțit deprimată în legătură cu propria persoană și talentele sale, hotărându-se să renunțe la muzică definitiv. Recepția ambivalentă a albumului Artpop a condus la o schimbare a imaginii publice și stilului artistei. Pe lângă un aspect mai estompat în mass-media, Gaga și-a dorit să pună accent pe abilitățile sale vocale puternice. Omagiul pentru Sunetul muzicii interpretat la cea de-a 87-a ediție a premiilor Oscar, unde artista a cântat un potpuriu alcătuit din cântece din film, a fost puternic lăudat de către critici. De asemenea, ea și Tony Bennett au lansat în luna septembrie a anului 2014 Cheek to Cheek, un album de duete jazz care a primit recenzii favorabile. Materialul discografic a debutat pe primul loc în clasamentul Billboard 200, și a câștigat un premiu Grammy la categoria „Cel mai bun album pop vocal tradițional”.
De asemenea, Gaga a jucat în American Horror: Story (2015-2016), al cincilea sezon al serialului de televiziune americană American Horror Story, câștigând Globul de Aur pentru cea mai bună actriță în rol secundar într-o miniserie. În cadrul ceremoniei de premiere, solista a confirmat faptul că își va lansa cel de-al cincilea album studio la finalul anului 2016, lucrând în momentul respectiv la organizare și aspecte precum înfățișările pe care le va prezenta pentru înregistrare. Pe parcursul anilor 2015 și 2016, cântăreața a dezvăluit treptat procesul creativ al albumului prin intermediul unor postări pe rețelele de socializare, fiind surprinsă colaborând cu producători precum RedOne, Girogio Moroder, Mark Ronson sau Nile Rodgers.

## Compunerea și înregistrarea
Potrivit lui Gaga, aceasta și-a dorit „ca fanii să fie surprinși [de album]... Vă voi spune doar că este minunat, o experiență de regăsire a sufletului. Și este foarte diferit [față de Artpop]”. În timpul unui interviu pentru revista Billboard, producătorul RedOne a dezvăluit faptul că solista s-a aflat într-o stare mentală „mai curată” în comparație cu perioada tinereții, fiind de părere că acest lucru a fost benefic. Mark Ronson și Gaga au fost producătorii executivi ai albumului Joanne. Cei doi au crescut la câteva străzi distanță unul de celălalt în cartierul Upper East Side din New York, colaborând anterior la cântecul „Chillin” lansat de Wale în anul 2009. Aceștia s-au reunit la finalul anului 2015, atunci când Gaga i-a prezentat lui Ronson melodia „Angel Down” la un studio din Londra. Ulterior, duetul a lucrat timp de șase luni în studioul Shangri-La deținut de Rick Rubin în Malibu, de vreme acesta era ocupat cu alte proiecte. În prima lor de zi în studio, Gaga și Ronson au compus cântecul „Joanne”, artista fiind încurajată să compună versuri despre „orice s-a întâmplat în viața sau în mintea sa”.
Înregistrările au continuat până la ultima ședință de masterizare a albumului. Gaga a avut o implicare majoră în detaliile tehnicie ale înregistrării muzicale. „Ea iubește să stea la pian și să dea ordine bateristului, și are o voce incredibilă”, a declarat Ronson, adăugând faptul că au început să lucreze mai întâi la liniile melodice, ocupându-se ulterior de aspecte ale compoziției. Producătorul a spus ulterior că piesele la care a lucrat „sunt printre preferatele mele din întreaga mea carieră. Este incredibil – le iubesc. Abia aștept să le ascultați, pentru că muzica vorbește de la sine”. Suplimentar, producătorul a insinuat implicarea lui Kevin Parker, solistul formației australiene de muzică rock psihedelic Tame Impala, în producție; BBC Music a confirmat ulterior aceste zvonuri ca fiind adevărate.

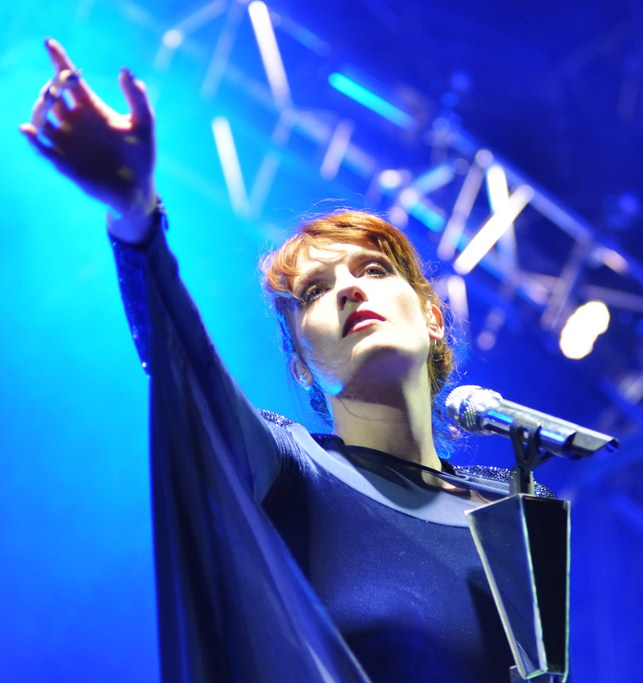
Cântecul „Hey Girl” este realizat în colaborare cu solista engleză Florence Welch.

O gamă largă de muzicieni au contribuit la albumul Joanne. Solista l-a invitat pe Father John Misty să cânte la tobe, iar Ronson l-a invitat pe Josh Homme să cânte la chitară în piesa „John Wayne”, declarându-se impresionat de lucrările sale din trupa Queens of the Stone Age. Totodată, Homme a contribuit atât la tobe, cât și la co-producție. Ronson l-a cooptat pe Beck să colaboreze la album, rezultând în cântecul „Dancin' in Circles”. Gaga, o fană îndelungată a artistului, a fost inițial fascinată de această veste. Gaga și Florence Welch au dezvoltat conceptul duetului lor, „Hey Girl”, în timpul unei întâlniri la studiourile Electric Lady din New York. Potrivit lui Gaga, tema piesei a solicitat o colaborare cu o femeie. Ea a selectat-o pe Welch, numind-o „una dintre cele mai bune vocaliste din lume, dacă nu chiar cea mai bună”.
Ronson a conceput sunetul organic al albumului prin recrutarea muzicienilor cu care acesta a lucrat anterior la proiectele lui Rufus Wainwright și Amy Winehouse. El l-a acreditat pe producătorul BloodPop drept cel care „a adus acest album în era modernă”. De asemenea, Gaga a colaborat împreună cu Elton John; ședințele lor au rezultat într-o piesă intitulată „Room in My Heart”, dar care nu a fost inclusă în lista finală de cântece pentru album. În anul 2017, cântăreața a lansat filmul documentar Gaga: Give Foot Two, care include numeroase scene cu ea și Ronson în timpul ședințelor de înregistrare.

## Lansare
Impresarul lui Gaga, Bobby Campbell, a confirmat faptul că albumul nu va fi lansat decât în cea de-a doua jumătate a anului 2016, în timp ce Elton John a declarat că acesta va fi lansat în anul 2017. În luna septembrie a anului 2016, cântăreața și-a actualizat website-ul oficial cu un anunț al noului album, dezvăluind titlul primului disc single, „Perfect Illusion”. La 15 septembrie, artista a apărut la postul Apple Radio's Beats 1 și a anunțat titlul albumului ca fiind Joanne, precum și data lansării, 21 octombrie 2016. De asemenea, ea a confirmat că în următoarele 48 de ore procesul de înregistrare va lua sfârșit. Gaga a mărturisit că anunțarea titlului materialului și datei de lansare a fost un moment plăcut și dureros în același timp, declarând „acesta nu este sfârșitul, ci doar finalul acestui moment. Totuși este și începutul acestui moment.”
În cadrul aceluiași interviu, solista a confirmat că, spre deosebire de lansările recente ale altor artiști, albumul nu va fi pus la dispoziție exclusiv pe un singur serviciu de streaming. „Le-am spus celor de casa de discuri că, dacă vor semna acele contracte cu Apple Music și Tidal, îmi voi posta ilegal noua mea muzică,” a explicat gazdei Zane Lowe, declarându-se împotriva serviciilor de streaming care beneficiază de drepturi pentru lansările exclusive ale unui solist. Înainte de lansarea oficială, albumul s-a confruntat cu o serie de descărcări ilegale. Pe website-ul Amazon.com, materialul a fost listat pentru precomandă, iar cântecele urmau să fie disponibile odată cu lansarea propriu-zisă. Cu toate acestea, fanii au descoperit că, prin intermediul difuzoarelor Amazon Echo, aceștia puteau asculta fragmente de 30 de scunde din fiecare cântec cu ajutorul comenzii vocale „play Joanne by Lady Gaga”. Amazon a dezactivat ulterior previzualizările pentru întregul album. Cu trei zile înainte de lansarea oficială, discul a fost pus din greșeală spre vânzare în magazinele din Belgia, permițând astfel oamenilor să îl posteze pe internet.

## Titlu și copertă

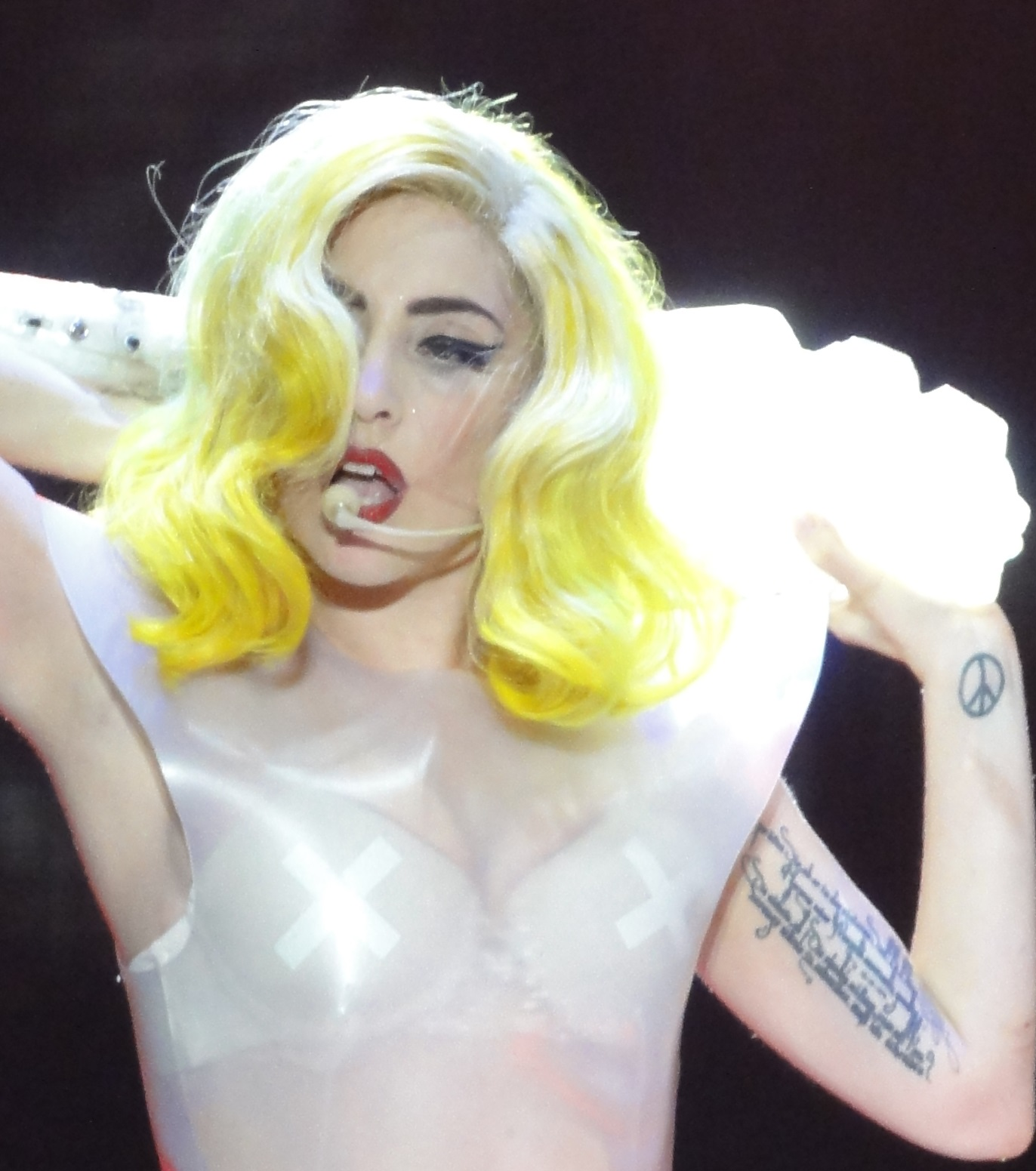
Tatuajul lui Lady Gaga pe bicepsul stâng afișează data decesului mătușii ei, între liniile unui vers dintr-o poezie compusă de Rainer Maria Rilke.

Gaga și-a intitulat albumul după Joanne Stefani Germanotta, sora tatălui ei. Ea a murit pe 18 decembrie 1974, la vârsta de 19 ani, în urma unor complicații rezultate din boala lupus. Gaga, al cărui prenume este Joanne (Stefani Joanne Angelina Germanotta), a recunoscut că decesul mătușii ei a avut un impact profund atât asupra familiei ei, cât și asupra carierei ei muzicale. În broșura albumului de debut, The Fame (2008), solista a inclus o poezie initulată For a Moment, compusă de Joanne.
Gaga a susținut că povestea lui Joanne a ajutat-o să își depășească probleme de dependență, și i-a dedicat turneul The Fame Ball. Artista și-a tatuat data decesului lui Joanne pe bicepsul stâng, între liniile unui vers dintr-o poezie compusă de Rainer Maria Rilke. De asemenea, părinții cântăreței au deschis un restaurant în New York, numit Joanne Trattoria, în anul 2012. Gaga a mărturisit adesea că, deși nu și-a cunoscut niciodată mătușa, ea a fost „una dintre cele mai importante personalități” din viața sa. După ce au compus melodia „Joanne”, Gaga și Ronson s-au decis să îi folosească numele drept titlu al albumului, în semn de omagiu.
Odată cu titlul albumului, artista a dezvăluit și coperta acestuia. Imaginea constă într-un profil din stânga al cântăreței, purtând o pălărie roz cu boruri largi și stând în spatele unui fundal albastru. Pălăria a fost creată de Gladys Tamez, descrisă drept o altă sursă de inspirație din spatele direcției generale a albumului Joanne. Modista a explicat pentru website-ul The Daily Beast că una dintre pălării a fost inspirată de cântăreața Marianne Faithfull. Ea a adăugat, „Gaga a fost prima persoană care mi-a cerut vreodată o pălărie roz, pentru că este culoarea ei preferată”. Tamez a intitulat-o „Lady Joanne” și a spus că forma, culoarea și panglica de pe pălărie au fost la solicitarea solistei. Discutând despre elaborarea coperții albumului, Tamez și Gaga au optat pentru folosirea de culori pastelate, inspirate de perioada anilor '70.
Dominique Redfearn de la revista Billboard a observat că fotografia utilizată pentru Joanne este una mai simplă în comparație cu cele pentru Born This Way și Artpop. Andrew Unterberger de la aceeași publicație a descris imaginea drept „compusă cu grijă”, fiind de părere că a reprezentat un indiciu pentru natura mai directă și sinceră a albumului, față de materialele discografice precedente. Discul Joanne conține 11 cântece pe versiunea standard, și 14 piese pe versiunea deluxe. Broșura include fotografii realizate de Gaga și tatăl ei, permisul de conducere al lui Joanne, precum și scrieri de mână ale ei. Solista a considerat că a fost „drăguț să includ moșteniri de familie care poartă o semnificație pentru mine chiar și în ziua de azi ... și un Polaroid cu mine și [Ronson] în studio”.

## Ordinea pieselor pe disc
Versiunea standard — 39:05
| Nr. | Titlu                                        | Textier(i)                                       | Producător(i)                                | Durată |
| --- | -------------------------------------------- | ------------------------------------------------ | -------------------------------------------- | ------ |
| 1.  | „Diamond Heart”                              | Stefani Germanotta Mark Ronson Josh Homme        | Lady Gaga Ronson BloodPop Homme Jeff Bhasker | 3:30   |
| 2.  | „A-Yo”                                       | Germanotta Ronson Michael Tucker Hillary Lindsey | Gaga Ronson BloodPop                         | 3:28   |
| 3.  | „Joanne”                                     | Germanotta Ronson                                | Gaga Ronson BloodPop                         | 3:17   |
| 4.  | „John Wayne”                                 | Germanotta Ronson Tucker Homme                   | Gaga Ronson BloodPop                         | 2:54   |
| 5.  | „Dancin' in Circles”                         | Germanotta Ronson Tucker Beck Hansen             | Gaga Ronson BloodPop                         | 3:27   |
| 6.  | „Perfect Illusion”                           | Germanotta Ronson Tucker Kevin Parker            | Gaga Ronson BloodPop Parker                  | 3:02   |
| 7.  | „Million Reasons”                            | Germanotta Ronson Lindsey                        | Gaga Ronson BloodPop                         | 3:25   |
| 8.  | „Sinner's Prayer”                            | Germanotta Ronson Thomas Brenneck Josh Tillman   | Gaga Ronson BloodPop                         | 3:43   |
| 9.  | „Come to Mama”                               | Germanotta Tillman Emile Haynie                  | Gaga Ronson BloodPop Haynie                  | 4:15   |
| 10. | „Hey Girl” (în colaborare cu Florence Welch) | Germanotta Ronson Florence Welch                 | Gaga Ronson BloodPop                         | 4:15   |
| 11. | „Angel Down”                                 | Germanotta Nadir Khayat                          | Gaga Ronson BloodPop                         | 3:49   |

Versiunea deluxe — 47:23
| Nr. | Titlu                    | Textier(i)                       | Producător(i)        | Durată |
| --- | ------------------------ | -------------------------------- | -------------------- | ------ |
| 12. | „Grigio Girls”           | Germanotta Ronson Tucker Lindsey | Gaga Ronson BloodPop | 3:00   |
| 13. | „Just Another Day”       | Germanotta                       | Gaga Ronson          | 2:58   |
| 14. | „Angel Down” (work tape) | Germanotta Khayat                | Gaga RedOne          | 2:20   |

Versiunea distribuită în Japonia (cântec bonus) — 50:46
| Nr. | Titlu                         | Durată |
| --- | ----------------------------- | ------ |
| 15. | „Million Reasons” (work tape) | 3:23   |

Note
- ^a semnifică un co-producător.

## Acreditări și personal
Persoanele care au lucrat la album sunt preluate de pe broșura acestuia.

### Muzicanți
- Victor Axelrod – pian (cântecul 8), sintetizator (cântecul 10)
- Jeff Bhasker – sintetizatoare (cântecul 1)
- BloodPop – sintetizator (cântecele 4–6, 8, 12), claviatură (cântecele 3, 7, 11), orgă (cântecul 2), bas (cântecul 6), tobe (cântecul 11)
- Thomas Brenneck – chitare (cântecele 2, 8, 10)
- Jack Byrne – chitară (cântecul 10)
- J. Gastelum Cochemea – saxofon tenor (cântecul 2)
- Dave Guy – trompetă (cântecul 2)
- Este Haim – percuție (cântecul 2)
- Emile Haynie – tobe, sintetizatoare suplimentare (cântecul 9)
- Matt Helders – tobe (cântecul 1)
- Ian Hendrickson-Smith – saxofon bariton (cântecul 2)
- Josh Homme – chitară (cântecele 1–2, 4, 6), tobe (cântecul 4), chitară diapozitiv (cântecul 8)
- James King – saxofoane bariton, tenor și alto (cântecul 9)
- Brent Kolatalo – tobe (cântecul 9)
- Steve Kortyka – saxofon (cântecul 13)
- Lady Gaga – voce principală (toate cântecele), pian (cântecele 7, 9–11, 13–14), percuție (cântecele 2–3), acompaniament vocal (cântecul 9)
- Don Lawrence – instruire vocală
- Sean Lennon – chitară diapozitiv (cântecul 8)
- Ken Lewis – tobe (cântecul 9)
- Hillary Lindsey – voce adițională (cântecele 7, 12), chitară (cântecul 7), acompaniament vocal (cântecul 8)
- Kelsey Lu – violoncel (cântecul 10)
- Leon Michels – claviatură, Mellotron (cântecul 8)
- Tom Moth – harpă (cântecul 10)
- Nicholas Movshon – bas (cântecele 8, 10)
- Brian Newman – trompetă (cântecele 2, 13)
- Kevin Parker – tobe, chitară, sintetizator (cântecul 6)
- RedOne – chitară (cântecul 14)
- Mark Ronson – bas (cântecele 1–4, 7, 9, 12–13), chitară (cântecele 2–7, 9, 12–13), claviatură (cântecele 3, 13), coarde Mellotron (cântecele 3, 11), pian electric (cântecul 1), sintetizator (cântecul 6)
- Anthony Rossomando – chitară(cântecul 12)
- Harper Simon – chitară (cântecul 3)
- Homer Steinweiss – tobe (cântecele 8, 10, 13)
- Josh Tillman – tobe (cântecul 1)
- Florence Welch – voce (cântecul 10)

### Producție
- Ben Baptie – mixaj (cântecele 11, 13)
- Jeff Bhasker – co-producție (cântecul 1)
- Joshua Blair – înregistrare (cântecele 1–13)
- BloodPop – producție (cântecele 1–12), ritm (cântecele 1–7, 12), programare ritm (cântecele 8, 10), programare coarde (cântecul 7), programare sintetizator (cântecul 9)
- Brandon Bost – asistent mixaj (cântecele 1, 3–4, 7–10, 12), înregistrare (cântecul 7)
- Johnnie Burik – asistent înregistrare (cântecul 3)
- Christopher Cerullo – asistent înregistrare (cântecul 10)
- Chris Claypool – asistent înregistrare (cântecul 10)
- David "Squirrel" Covell – asistent înregistrare (cântecele 1–10, 12), înregistrare (cântecul 11)
- Tom Coyne – masterizare (toate cântecele)
- Matthew Cullen – înregistrare (cântecul 8)
- Riccardo Damian – înregistrare (cântecele 1, 13)
- Abby Echiverri – asistent înregistrare (cântecul 8)
- Tom Elmhirst – mixaj (cântecele 1, 3–4, 7–10, 12)
- Șerban Ghenea – mixaj (cântecele 2, 5–6)
- John Hanes – inginerie mixaj (cântecele 2, 5–6)
- Michael Harris – asistent înregistrare (cântecul 10)
- Emile Haynie – producție (cântecul 9)
- Josh Homme – co-producție (cântecul 1)
- T.I. Jakke – mixaj (cântecul 14)
- Jens Jungkerth – înregistrare (cântecele 8, 10)
- Brent Kolatalo – înregistrare (cântecul 9)
- Lady Gaga – producție (toate cântecele)
- Ken Lewis – înregistrare (cântecul 9)
- Barry McCready – asistent înregistrare (cântecele 2, 4–7, 9, 11–13), înregistrare (cântecul 13)
- Ed McEntee – asistent înregistrare (cântecul 8)
- Randy Merrill – masterizare (toate cântecele)
- Trevor Muzzy – înregistrare (cântecul 14)
- Kevin Parker – producție (cântecul 6)
- Charley Pollard – asistent înregistrare (cântecul 4)
- RedOne – producție, mixaj, programare (cântecul 14)
- Benjamin Rice – înregistrare (cântecele 2, 12)
- Mark Ronson – producție (cântecele 1–13)
- Dave Russell – înregistrare (cântecul 3)
- Brett "123" Shaw – înregistrare (cântecul 10)
- Justin Smith – înregistrare (cântecele 1, 3, 8), asistent înregistrare (cântecele 2, 4, 6, 11)
- Joe Visciano – asistent mixaj (cântecele 1, 3–4, 7–10, 12), înregistrare (cântecul 7)
- Alekes Von Korff – înregistrare (cântecul 14)

### Impresariat
- Bobby Campbell – impresar
- Lisa Einhorn-Gilder – coordonare producție
- Ashley Gutierrez – asistent personal
- John Janick – reprezentant
- Lady Gaga – producător executiv
- Mark Ronson – producător executiv
- Sandra Amador – styling
- Frederic Aspiras – coafură
- Andrea Gelardin – direcție creativă, fotograf
- Ruth Hogben – direcție creativă, fotograf
- Lady Gaga – direcție creativă, fotograf
- Brandon Maxwell – direcție creativă, direcție vestimentară
- Brian Roettinger – design grafic
- Collier Schorr – fotograf
- Sarah Tanno – machiaj
- Florence Welch – fotograf
- An Yen – design grafic

## Prezența în clasamente
| Țară (clasament 2016–2017)                         | Poziția maximă | Referință |
| -------------------------------------------------- | -------------- | --------- |
| Australia (ARIA)                                   | 2              | [ 43 ]    |
| Austria (Ö3 Austria)                               | 9              | [ 44 ]    |
| Belgia (Ultratop 50 Flandra)                       | 5              | [ 45 ]    |
| Belgia (Ultratop 50 Valonia)                       | 6              | [ 46 ]    |
| Brazilia (ABPD)                                    | 1              | [ 47 ]    |
| Canada (Canadian Albums Chart)                     | 2              | [ 48 ]    |
| Cehia (ČNS IFPI)                                   | 3              | [ 49 ]    |
| Coreea de Sud (Gaon Albums)                        | 32             | [ 50 ]    |
| Coreea de Sud (Gaon International Albums)          | 1              | [ 51 ]    |
| Croația (HDU)                                      | 3              | [ 52 ]    |
| Danemarca (Hitlisten)                              | 12             | [ 53 ]    |
| Elveția (Schweizer Hitparade)                      | 3              | [ 54 ]    |
| Finlanda (Suomen virallinen lista)                 | 5              | [ 55 ]    |
| Franța (SNEP)                                      | 9              | [ 56 ]    |
| Germania (Offizielle Top 100)                      | 6              | [ 57 ]    |
| Grecia (IFPI)                                      | 4              | [ 58 ]    |
| Irlanda (IRMA)                                     | 3              | [ 59 ]    |
| Italia (FIMI)                                      | 2              | [ 60 ]    |
| Japonia (Oricon Albums)                            | 10             | [ 61 ]    |
| Japonia (Oricon International Albums)              | 1              | [ 62 ]    |
| Mexic (Top 100 Mexico)                             | 1              | [ 63 ]    |
| Noua Zeelandă (RMNZ)                               | 2              | [ 64 ]    |
| Norvegia (VG-lista)                                | 5              | [ 65 ]    |
| Olanda (Album Top 100)                             | 5              | [ 66 ]    |
| Polonia (ZPAV)                                     | 10             | [ 67 ]    |
| Portugalia (AFP)                                   | 4              | [ 68 ]    |
| Regatul Unit (OCC)                                 | 3              | [ 69 ]    |
| Scoția (OCC)                                       | 3              | [ 70 ]    |
| Spania (PROMUSICAE)                                | 2              | [ 71 ]    |
| Suedia (Sverigetopplistan)                         | 3              | [ 72 ]    |
| Statele Unite ale Americii (Billboard 200)         | 1              | [ 73 ]    |
| Statele Unite ale Americii (Digital Albums)        | 1              | [ 74 ]    |
| Statele Unite ale Americii (Top Tastemaker Albums) | 1              | [ 75 ]    |
| Ungaria (MAHASZ)                                   | 12             | [ 76 ]    |

| Țară (clasament)                             | Poziția maximă | Referință |
| 2016                                         | 2016           | 2016      |
| -------------------------------------------- | -------------- | --------- |
| Australia (ARIA)                             | 74             | [ 77 ]    |
| Belgia (Ultratop Flanda)                     | 99             | [ 78 ]    |
| Belgia (Ultratop Valonia)                    | 97             | [ 79 ]    |
| Coreea de Sud (Gaon International Albums)    | 94             | [ 80 ]    |
| Elveția (Schweizer Hitparade)                | 69             | [ 81 ]    |
| Franța (SNEP)                                | 156            | [ 82 ]    |
| Italia (FIMI)                                | 85             | [ 83 ]    |
| Mexic (Top 100 Mexico)                       | 52             | [ 84 ]    |
| Regatul Unit (OCC)                           | 61             | [ 85 ]    |
| Spania (PROMUSICAE)                          | 92             | [ 86 ]    |
| Statele Unite ale Americii (Billboard 200)   | 108            | [ 87 ]    |
| Statele Unite ale Americii (Digital Albums)  | 23             | [ 88 ]    |
| Statele Unite ale Americii (Top Album Sales) | 53             | [ 89 ]    |
| Ungaria (MAHASZ)                             | 98             | [ 90 ]    |
| 2017                                         |                |           |
| Canada (Canadian Albums Chart)               | 35             | [ 91 ]    |
| Spania (PROMUSICAE)                          | 79             | [ 92 ]    |
| Statele Unite ale Americii (Billboard 200)   | 35             | [ 93 ]    |

## Vânzări și certificări
| \| Țară \| Vânzări/ puncte \| Certificare \| Referințe \| \| --------------------------------- \| --------------- \| ----------- \| ---------- \| \| Canada (Music Canada) \| +40.000 \| \| [94] \| \| Franța (SNEP) \| +50.000 \| \| [95] \| \| Italia (FIMI) \| +25.000 \| \| [96] \| \| Mexic (AMPROFON) \| +60.000 \| \| [97] \| \| Regatul Unit (BPI) \| +143.315 \| \| [98][99] \| \| Statele Unite ale Americii (RIAA) \| +649.000 \| \| [100][101] \| \| Sumar \| \| \| \| \| În întreaga lume (IFPI) \| +1.000.000 \| \| [102] \| | Note - reprezintă „disc de aur”; - reprezintă „disc de platină”. |             |                 |
| Țară | Vânzări/ puncte                                                  | Certificare | Referințe       |
| Canada (Music Canada) | +40.000                                                          |             | [ 94 ]          |
| Franța (SNEP) | +50.000                                                          |             | [ 95 ]          |
| Italia (FIMI) | +25.000                                                          |             | [ 96 ]          |
| Mexic (AMPROFON) | +60.000                                                          |             | [ 97 ]          |
| Regatul Unit (BPI) | +143.315                                                         |             | [ 98 ] [ 99 ]   |
| Statele Unite ale Americii (RIAA) | +649.000                                                         |             | [ 100 ] [ 101 ] |
| Sumar |                                                                  |             |                 |
| În întreaga lume (IFPI) | +1.000.000                                                       |             | [ 102 ]         |